# Нидфурн
Нидфурн (нем. Nidfurn) — населённый пункт в Швейцарии, в кантоне Гларус.
До 2005 года являлся отдельной коммуной, с 1 января 2006 года вошёл в состав коммуны Хаслен, c 1 января 2011 года — в Гларус-Зюд.
Население составляет 255 человек (на 31 декабря 2005 года). 

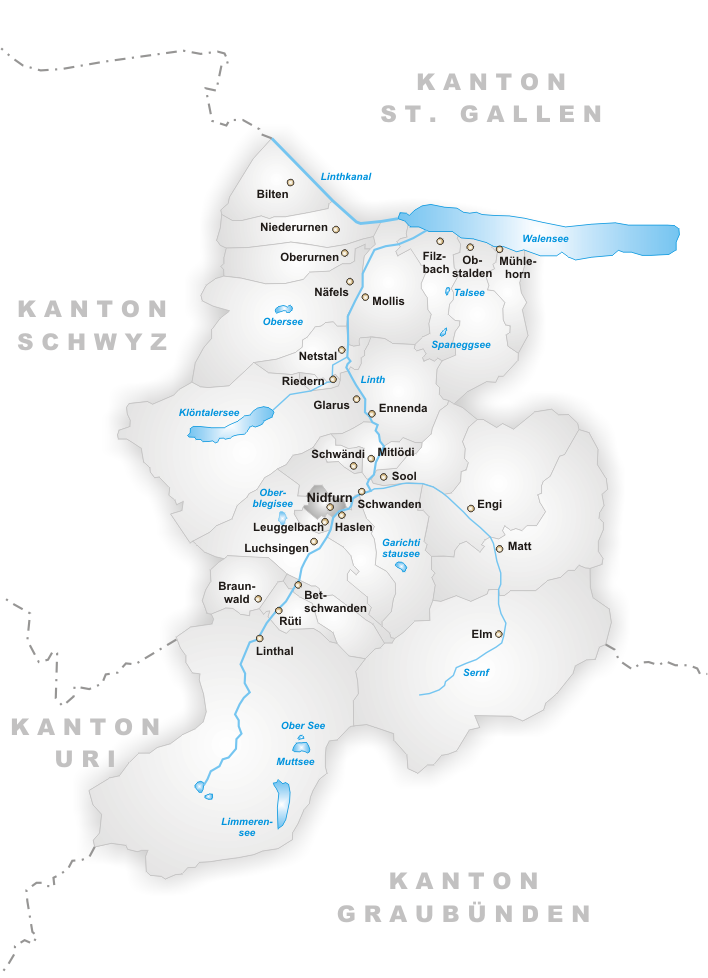
Нидфурн